# Asaccus margaritae
Asaccus margaritae (листопалий гекон Маргарити) — вид геконоподібних ящірок родини Phyllodactylidae. Ендемік Об'єднаних Арабських Еміратів. Вид названий на честь грецької герпетологині Маргарити Металліноу.

## Таксономія
Молекулярно-генетичне і морфологічне дослідження 2016 року показало, що Asaccus caudivolvulus, який раніше вважався одним видом, насправді є комплексом видів, що включає три мікроендемічні види — власне Asaccus caudivolvulus, Asaccus gardneri і Asaccus margaritae, які почали диверсифікуватися в середньому міоцені.

## Поширення і екологія
Листопалі гекони Маргарити відомі з кількох місцевостей в гарах Харджар на території півострова Мусандам в Омані і в ОАЕ. Вони живуть серед скель, зокрема у ваді, на висоті від 122 до 1434 м над рівнем моря. Ведуть нічний спосіб життя. Розмножуються протягом всього року з піком навесні. Самиця відкладає одне кругле яйце з твердою шкаралупою кілька разів протягом року.